# Philippe Cattiau
Philippe Cattiau (* 28. Juli 1892 in Saint-Malo; † 17. Februar 1962 ebenda) war ein französischer Fechter.
Cattiau nahm erstmals an den Olympischen Spielen 1920 in Antwerpen teil. Im Alter von 27 Jahren erkämpfte er sich seine erste von insgesamt acht Medaillen. Er gewann im Einzel-Florett die Silbermedaille, mit der Florettmannschaft konnte er wenig später ebenfalls die Silbermedaille gewinnen. Vier Jahre später nahm er an den Olympischen Spielen in Paris teil, wo er im Florett-Einzel erneut die Silbermedaille gewinnen konnte, mit der Mannschaft diesmal aber erfolgreicher war und die Goldmedaille errang.
Olympia 1928 war aus seiner Sicht weniger erfolgreich. Im Einzel kam er lediglich auf den fünften Platz, mit der Mannschaft, wie acht Jahre zuvor, die Silbermedaille. Bei den Olympischen Spielen 1932 in Los Angeles nahm er neben den Florett- auch noch an den Degen-Wettbewerben teil. In beiden Wettbewerben konnte er mit der Mannschaft die Goldmedaille gewinnen. In den Einzelturnieren reichte es nur zu einem sechsten und einem neunten Platz. Bei Olympia 1936 gab es lediglich mit der französischen Degenmannschaft die Bronzemedaille, dem einzigen Wettbewerb, an dem er 1936 teilnahm.
Ein Stadion in einem Pariser Vorort, Villeneuve-la-Garenne, ist nach ihm benannt.